# Caracal (álbum)
Caracal es el segundo álbum de estudio de música electrónica del dúo inglés Disclosure. Fue puesto en el mercado el 25 de septiembre de 2015 por PMR e Island Records. Tres sencillos oficiales han sido liberado del álbum: "Holding On" con Gregory Porter, "Omen" con Sam Smith, y "Jaded", con cuatro sencillos promocionales adicionales: "Bang That", "Willing and Able" con Kwabs, "Hourglass" con Lion Babe y Magnets donde participa Lorde.

## Sencillos
"Holding On" cuenta con la colaboración vocal del músico de jazz americano Gregory Porter, fue puesto a la venta como una adelanto del álbum el 26 de mayo. La canción llegó a ubicarse en el número 46 en el UK Singles Chart. y cuenta el inicio de una historia de ciencia ficción, y fue grabado en México... El dúo entonces liberó "Omen",  que cuenta con la colaboración de Sam Smith, se puso a la venta el 27 de julio, el cual más tarde alcanzaría en número 13 en el Reino Unido. Smith también ha trabajado con Disclousure antiguamente, contribuyendo vocalmente con el dúo en el sencillo llamado  "Latch", el cual llegó a alcanzar el número 11 en el Reino Unido y número 7 en la Billboard Hot 100. "Jaded" fue liberado como el tercer sencillo el 25 de septiembre.

### Sencillos promocionales
"Bang That" fue liberado como sencillo promocional el 1 de mayo de 2015, aun así, la canción aparece en la edición Deluxe del álbum en vez de la edición estándar de iTunes. El 14 de agosto, "Willing and Able", presentando la voz del artista británico Kwabs estuvo liberado como el segundo sencillo promocional solo después de que se haya publicado el video lírico en Vevo el día anterior. El 11 de septiembre, "Hourglass", cuenta con la colaboración de Lionn Babe fue lanzado como el tercer promocional pero un día antes se lanzó un video lírico. El 24 de septiembre, "Magnets", con la artista neozelandesa Lorde fue puesto a la venta como cuarto y último sencillo promocional.

## Tour
El 23 de septiembre de 2015, Disclosure anunció cuatro fechas de gira en el Reino Unido.
Fechas de Tour
| Tour dates              | Tour dates | Tour dates | Tour dates         |
| Fecha                   | Ciudad     | País       | Lugar              |
| ----------------------- | ---------- | ---------- | ------------------ |
| 26 de noviembre de 2015 | Glasgow    | Escocia    | The SSE Hydro      |
| 28 de noviembre de 2015 | Manchester | Inglaterra | Manchester Central |
| 1 de diciembre de 2015  | Londres    | Inglaterra | Alexandra Palace   |
| 2 de diciembre de 2015  | Londres    | Inglaterra | Alexandra Palace   |

## Lista de sencillos
| Caracal |                                         |                                                              |          |  |
| N.º     | Título                                  | Escritor(es)                                                 | Duración |  |
| 1.      | «Nocturnal (featuring The Weeknd)»      | Howard Lawrence · Guy Lawrence · James Napier · Abel Tesfaye | 6:44     |  |
| 2.      | «Omen (featuring Sam Smith)»            | H. Lawrence · G. Lawrence · Napier · Sam Smith               | 3:50     |  |
| 3.      | «Holding On (featuring Gregory Porter)» | H. Lawrence · G. Lawrence · Napier · Gregory Porter          | 5:15     |  |
| 4.      | «Hourglass (featuring Lion Babe)»       | H. Lawrence · G. Lawrence · Napier · Jillian Hervey          | 5:24     |  |
| 5.      | «Willing and Able (featuring Kwabs)»    | H. Lawrence · G. Lawrence · Kwabena Adjepong                 | 4:52     |  |
| 6.      | «Magnets (featuring Lorde)»             | H. Lawrence · G. Lawrence · Napier · Ella Yelich-O'Connor    | 3:19     |  |
| 7.      | «Jaded»                                 | H. Lawrence · G. Lawrence · Napier · Sam Romans              | 4:33     |  |
| 8.      | «Good Intentions (featuring Miguel)»    | H. Lawrence · G. Lawrence · Miguel Pimentel                  | 4:42     |  |
| 9.      | «Superego (featuring NAO)»              | H. Lawrence · G. Lawrence · Napier · Nao                     | 4:33     |  |
| 10.     | «Echoes»                                | H. Lawrence · G. Lawrence · Napier                           | 5:09     |  |
| 11.     | «Masterpiece (featuring Jordan Rakei)»  | H. Lawrence · G. Lawrence · Napier · Jordan Rakei            | 4:01     |  |
| 52:22   |                                         |                                                              |          |  |

| Caracal – Deluxe edition (bonus tracks) |                                               |              |          |  |
| N.º                                     | Título                                        | Escritor(es) | Duración |  |
| 12.                                     | «Molecules»                                   | H. Lawrence  | 3:56     |  |
| 13.                                     | «Moving Mountains» (featuring Brendan Reilly) | H. Lawrence  | 5:35     |  |
| 14.                                     | «Afterthought»                                | H. Lawrence  | 5:20     |  |

| Caracal – iTunes Deluxe edition (bonus tracks) |                                               |              |          |  |
| N.º                                            | Título                                        | Escritor(es) | Duración |  |
| 12.                                            | «Molecules»                                   | H. Lawrence  | 3:56     |  |
| 13.                                            | «Moving Mountains» (featuring Brendan Reilly) | H. Lawrence  | 5:35     |  |
| 14.                                            | «Bang That»                                   | H. Lawrence  | 4:48     |  |
| 15.                                            | «Afterthought»                                | H. Lawrence  | 5:20     |  |

| Caracal – Japan edition (bonus tracks) |                                                     |              |          |  |
| N.º                                    | Título                                              | Escritor(es) | Duración |  |
| 12.                                    | «Molecules»                                         | H. Lawrence  | 3:56     |  |
| 13.                                    | «Moving Mountains» (featuring Brendan Reilly)       | H. Lawrence  | 5:35     |  |
| 14.                                    | «Bang That»                                         | H. Lawrence  | 4:48     |  |
| 15.                                    | «Afterthought»                                      | H. Lawrence  | 5:20     |  |
| 16.                                    | «Omen (Jonas Rathsman Remix)» (featuring Sam Smith) | H. Lawrence  | 8:32     |  |

| Caracal – Target exclusive (bonus tracks) |                                                               |              |          |  |
| N.º                                       | Título                                                        | Escritor(es) | Duración |  |
| 12.                                       | «Molecules»                                                   | H. Lawrence  | 3:56     |  |
| 13.                                       | «Moving Mountains» (featuring Brendan Reilly)                 | H. Lawrence  | 5:35     |  |
| 14.                                       | «Afterthought»                                                | H. Lawrence  | 5:20     |  |
| 15.                                       | «Holding On» (Original Demo) (featuring Gregory Porter)       | H. Lawrence  | 3:00     |  |
| 16.                                       | «Bang That» (Kevin & Dantiez Saunderson Bangit Detroit Remix) | H. Lawrence  | 6:41     |  |

| Caracal (Live BBC Session) – EP |                                                                      |          |  |
| N.º                             | Título                                                               | Duración |  |
| 1.                              | «Omen» (featuring Sam Smith) (Live from Maida Vale)                  | 4:15     |  |
| 2.                              | «Hotline Bling» (featuring Sam Smith) (Live from Maida Vale)         | 3:45     |  |
| 3.                              | «Jaded» (Live from Maida Vale)                                       | 4:05     |  |
| 4.                              | «Moving Mountains» (featuring Brendan Reilly) (Live from Maida Vale) | 5:39     |  |

## Recepción crítica
Caracal ha recibido críticas generalmente positivas de los expertos en la música. En Metacritic, que asigna una calificación media ponderada de 100 opiniones de los críticos, le ha dado al álbum una puntuación media de 73, basado en 22 opiniones. En una crítica agridulce, Meaghan Garvey de Pitchfork Media dijo del álbum, "los hermanos Lawrence demasiado a menudo se desvanecen sin comprometerse en ruido blanco."

## Posicionamiento
| Lista (2015)                             | Mejor posición |
| ---------------------------------------- | -------------- |
| Australia (ARIA)                         | 2              |
| Austria (Ö3 Austria)                     | 31             |
| Bélgica (Ultratop flamenca)              | 6              |
| Bélgica (Ultratop valona)                | 14             |
| Canadá (Billboard Canadian Albums)       | 9              |
| Croacia (IFPI)                           | 39             |
| República Checa (ČNS IFPI)               | 84             |
| Dinamarca (Hitlisten)                    | 9              |
| Países Bajos (Album Top 100)             | 7              |
| Francia (SNEP)                           | 28             |
| Greek Albums (IFPI)                      | 55             |
| Irlanda (IRMA)                           | 3              |
| Italia (FIMI)                            | 17             |
| Japanese Albums (Oricon)                 | 54             |
| Nueva Zelanda (Recorded Music NZ)        | 3              |
| Noruega (VG-lista)                       | 16             |
| Polonia (ZPAV)                           | 44             |
| Portugal (AFP)                           | 10             |
| South Korean Albums (Gaon)               | 72             |
| España (PROMUSICAE)                      | 62             |
| Suecia (Sverigetopplistan)               | 32             |
| Suiza (Schweizer Hitparade)              | 14             |
| Reino Unido (UK Albums Chart)            | 1              |
| Reino Unido (UK Dance Albums)            | 1              |
| Estados Unidos (Billboard 200)           | 9              |
| Estados Unidos (Dance/Electronic Albums) | 1              |

| Lista (2015)                           | Posición |
| -------------------------------------- | -------- |
| US Dance/Electronic Albums (Billboard) | 13       |